# SG-V-6123
La SG-V-6123 es una carretera de la Red de Carreteras de la Diputación de Segovia en la provincia de Segovia (España), dividida en tres tramos (Segovia-San Cristóbal de Segovia; San Cristóbal de Segovia-Sonsoto; Sonsoto-Trescasas), que une los municipios de Segovia, y Trescasas. Tiene una longitud de 7,4 km.

## Localidades que atraviesa

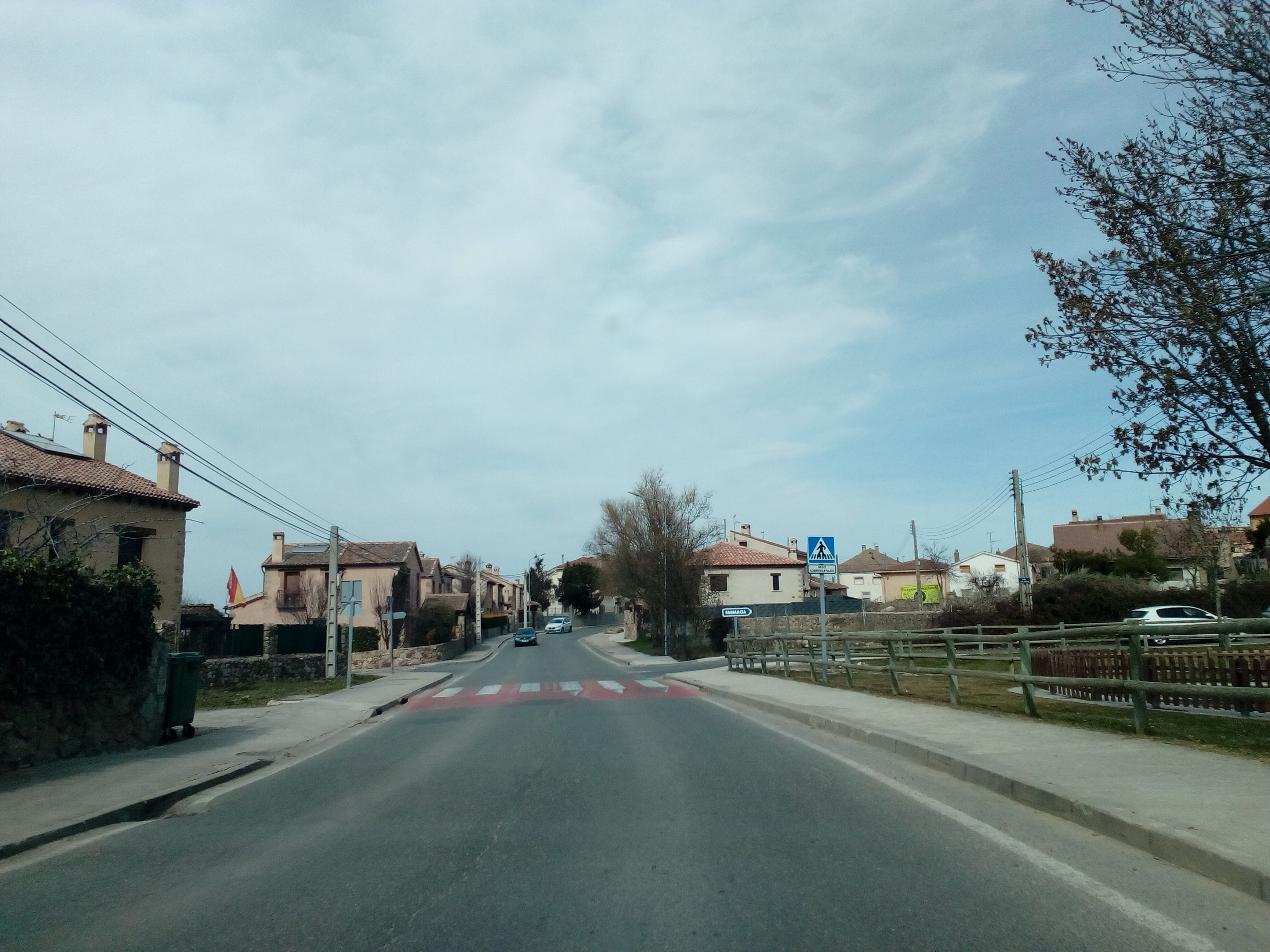
Calle Real de Trescasas a su paso por la localidad de Trescasas

Segovia, El Terradillo, Montecorredores, San Cristóbal de Segovia, Sonsoto y Trescasas.

## Áreas de servicio y descanso
- Área de servicio de San Cristóbal de Segovia (Shell);[2]
- Área de servicio y aparcamiento de camiones;
- Área de servicio y parque.

## Futuras mejoras

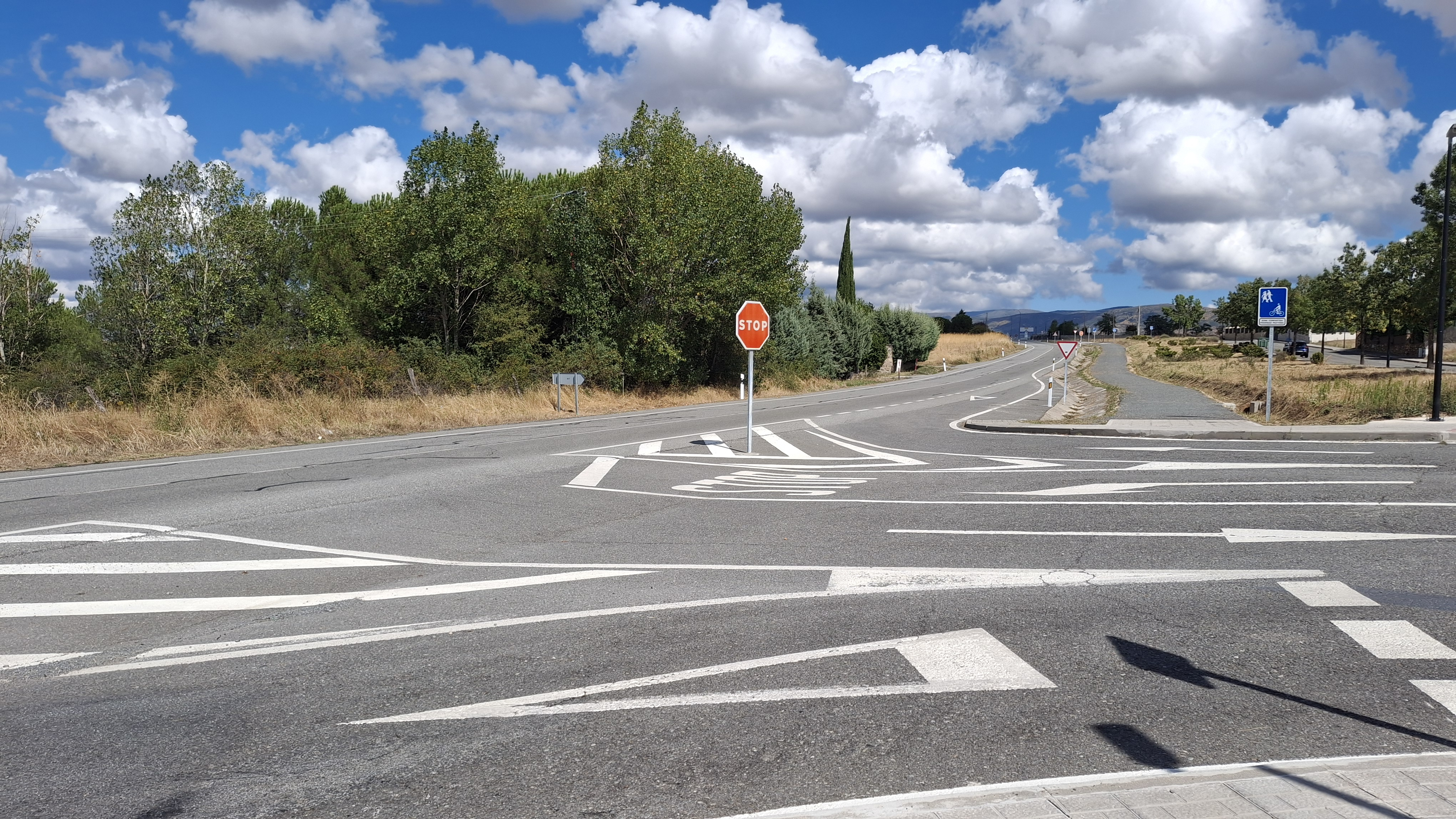
Nuevo paseo peatonal entre San Cristóbal y Montecorredores.

Aprobado por la Diputación Provincial de Segovia en 2021 hay en marcha un proyecto para comunicar a través de un paseo peatonal de zahorra artificial de 30 centímetros de espesor pavimentado con un tratamiento superficial de triple riego asfáltico, paralelo a la carretera todas las localidades que atraviesa con fondos del Ayuntamiento de San Cristóbal de Segovia.

## Recorrido
| Segovia ( CL-601a ) - Trescasas ( SG-P-6121 ) | Segovia ( CL-601a ) - Trescasas ( SG-P-6121 )                   | Segovia ( CL-601a ) - Trescasas ( SG-P-6121 )     | Segovia ( CL-601a ) - Trescasas ( SG-P-6121 ) |
| Señalización                                  | Esquema                                                         | Nombre de Salida                                  | Carretera que enlaza                          |
| --------------------------------------------- | --------------------------------------------------------------- | ------------------------------------------------- | --------------------------------------------- |
|                                               |                                                                 | Segovia                                           | CL-601a Avenida de la vía roma                |
| A-601 Valladolid, N-110 Soria                 |                                                                 |                                                   | CL-601a Avenida de la vía roma                |
|                                               |                                                                 | Calle Bandurria                                   |                                               |
|                                               |                                                                 |                                                   |                                               |
|                                               | Calle Sepúlveda                                                 |                                                   |                                               |
|                                               |                                                                 | Curvas del Tío Pintado                            |                                               |
|                                               |                                                                 | SEGOVIA                                           |                                               |
|                                               |                                                                 | El Terradillo                                     | Calle Álamos                                  |
|                                               | Montecorredores                                                 | Pasaje Bodón Bueyes                               |                                               |
|                                               | Camino privado                                                  |                                                   |                                               |
|                                               | Calle Cantueso                                                  |                                                   |                                               |
|                                               |                                                                 | Camino de servicio SG-20                          |                                               |
|                                               |                                                                 | CL-601 La Granja, N-110 Ávila, AP-61 N-603 Madrid | SG-20                                         |
| A-601 Valladolid, N-110 Soria                 |                                                                 |                                                   | SG-20                                         |
|                                               |                                                                 | Camino de servicio SG-20                          |                                               |
|                                               |                                                                 | Área de servicio                                  |                                               |
|                                               |                                                                 | Camino corredores                                 |                                               |
|                                               |                                                                 | SAN CRISTÓBAL DE SEGOVIA                          |                                               |
|                                               |                                                                 |                                                   |                                               |
|                                               | Calle de la Parva                                               |                                                   |                                               |
|                                               | Calle del Celemín                                               |                                                   |                                               |
|                                               |                                                                 |                                                   |                                               |
|                                               | Calle Pradovalle                                                |                                                   |                                               |
|                                               | Camino del Arroyo Cerezo                                        |                                                   |                                               |
| Calle del Tango                               |                                                                 |                                                   |                                               |
|                                               | Calle de las Talanqueras                                        |                                                   |                                               |
|                                               |                                                                 |                                                   |                                               |
|                                               | Calle de las Moras                                              |                                                   |                                               |
|                                               | Centro de Salud, Centro Cultural, Colegio Público, Ayuntamiento | Calle Real                                        |                                               |
|                                               |                                                                 |                                                   |                                               |
|                                               | Calle del Robledal                                              |                                                   |                                               |
|                                               | Tabanera del Monte Palazuelos de Eresma                         | SG-V-6125                                         |                                               |
|                                               | Calle del Olmo                                                  |                                                   |                                               |
|                                               | Travesía del Molino                                             |                                                   |                                               |
|                                               |                                                                 |                                                   |                                               |
|                                               | Calle del Lilo                                                  |                                                   |                                               |
|                                               | Parada de autobús                                               |                                                   |                                               |
|                                               | Calle del Trillo                                                |                                                   |                                               |
|                                               | Calle de la Criba                                               |                                                   |                                               |
|                                               | Ermita , Casa Joven, Guardia Civil, Iglesia del Rosario         | Calle del Cocedero                                |                                               |
|                                               |                                                                 |                                                   |                                               |
|                                               | Camino de San Antonio                                           |                                                   |                                               |
|                                               | Calle La Ermita                                                 |                                                   |                                               |
| Calle del Frontón                             |                                                                 |                                                   |                                               |
|                                               |                                                                 |                                                   |                                               |
|                                               | Plaza de la Trilla                                              | Calle del Olmo                                    |                                               |
|                                               |                                                                 |                                                   |                                               |
|                                               | Parada de autobús                                               |                                                   |                                               |
|                                               |                                                                 | Camino del Real Sitio de San Ildefonso            |                                               |
| Camino de la Carrera                          |                                                                 |                                                   |                                               |
| Calle Las Callejas                            |                                                                 |                                                   |                                               |
|                                               |                                                                 |                                                   |                                               |
|                                               |                                                                 | SAN CRISTÓBAL DE SEGOVIA                          |                                               |
|                                               |                                                                 | Camino                                            |                                               |
|                                               | Camino privado                                                  |                                                   |                                               |
|                                               | Camino privado                                                  |                                                   |                                               |
|                                               | Punto limpio de Trescasas                                       |                                                   |                                               |
|                                               |                                                                 | TRESCASAS                                         |                                               |
|                                               |                                                                 |                                                   |                                               |
|                                               | Calle de la Mesta                                               |                                                   |                                               |
|                                               | Calle Palazuelos                                                |                                                   |                                               |
|                                               | Calle Prados                                                    |                                                   |                                               |
|                                               |                                                                 |                                                   |                                               |
|                                               | Camino de Palazuelos                                            |                                                   |                                               |
|                                               | Calle Real de Sonsoto                                           |                                                   |                                               |
|                                               | Calle El Toril                                                  |                                                   |                                               |
|                                               | Calle El Tejadillo                                              |                                                   |                                               |
|                                               | Parada de autobús                                               |                                                   |                                               |
|                                               |                                                                 |                                                   |                                               |
|                                               | Calle La Fragua                                                 |                                                   |                                               |
|                                               | Calle del Potro                                                 |                                                   |                                               |
|                                               | Hacia SG-P-6121                                                 | Calle Rancho Largo                                |                                               |
|                                               | Calle Sin Salida                                                |                                                   |                                               |
|                                               |                                                                 |                                                   |                                               |
|                                               |                                                                 |                                                   |                                               |
|                                               |                                                                 |                                                   |                                               |
|                                               | Calle Chorrillo                                                 |                                                   |                                               |
|                                               | Calle los Perales                                               |                                                   |                                               |
|                                               | Calle la Taberna                                                |                                                   |                                               |
|                                               | Calle Martín                                                    |                                                   |                                               |
|                                               |                                                                 |                                                   |                                               |
|                                               | Calle del Rosario                                               |                                                   |                                               |
| Calle de la Fuente Antigua                    |                                                                 |                                                   |                                               |
|                                               | Parada de autobús                                               |                                                   |                                               |
|                                               | Calle Peñas Lisas                                               |                                                   |                                               |
|                                               |                                                                 |                                                   |                                               |
|                                               | Calle Iglesia                                                   |                                                   |                                               |
|                                               |                                                                 |                                                   |                                               |
|                                               |                                                                 |                                                   |                                               |
|                                               | Calle Las Pozas                                                 |                                                   |                                               |
|                                               |                                                                 |                                                   |                                               |
|                                               | Hacia SG-P-6121                                                 | Calle El Sitio                                    |                                               |
|                                               |                                                                 |                                                   |                                               |
|                                               | (excepto camiones) Calle Segovia                                |                                                   |                                               |
|                                               | Calle San Benito                                                |                                                   |                                               |
|                                               | Calle Cerca de la Casa                                          |                                                   |                                               |
|                                               |                                                                 |                                                   |                                               |
|                                               | Plaza de la Constitución                                        |                                                   |                                               |
|                                               | Parada de autobús                                               |                                                   |                                               |
|                                               | Plaza de la Constitución                                        |                                                   |                                               |
|                                               | Calle Huertón                                                   |                                                   |                                               |
|                                               |                                                                 |                                                   |                                               |
|                                               | Calle Alberca                                                   |                                                   |                                               |
|                                               | Calle Los Portillos                                             |                                                   |                                               |
|                                               | Calle Alberca                                                   |                                                   |                                               |
|                                               | Calle Esquileos                                                 |                                                   |                                               |
|                                               | Calle de los Barreros                                           |                                                   |                                               |
| Calle Norte Plaza de la Fuente                |                                                                 |                                                   |                                               |
|                                               |                                                                 |                                                   |                                               |
|                                               | Calle El Arroyo                                                 |                                                   |                                               |
|                                               | Parada de autobús                                               |                                                   |                                               |
|                                               |                                                                 | TRESCASAS                                         |                                               |
|                                               |                                                                 | Calle la Ermita                                   |                                               |
|                                               |                                                                 | CL-601 Real Sitio de San Ildefonso                | SG-P-6121                                     |
| N-110 Torrecaballeros                         |                                                                 |                                                   | SG-P-6121                                     |